# Leucophenga salatigae
Leucophenga salatigae är en tvåvingeart som först beskrevs av Johannes Cornelis Hendrik de Meijere 1914.  Leucophenga salatigae ingår i släktet Leucophenga och familjen daggflugor.